# Venla Savikuja

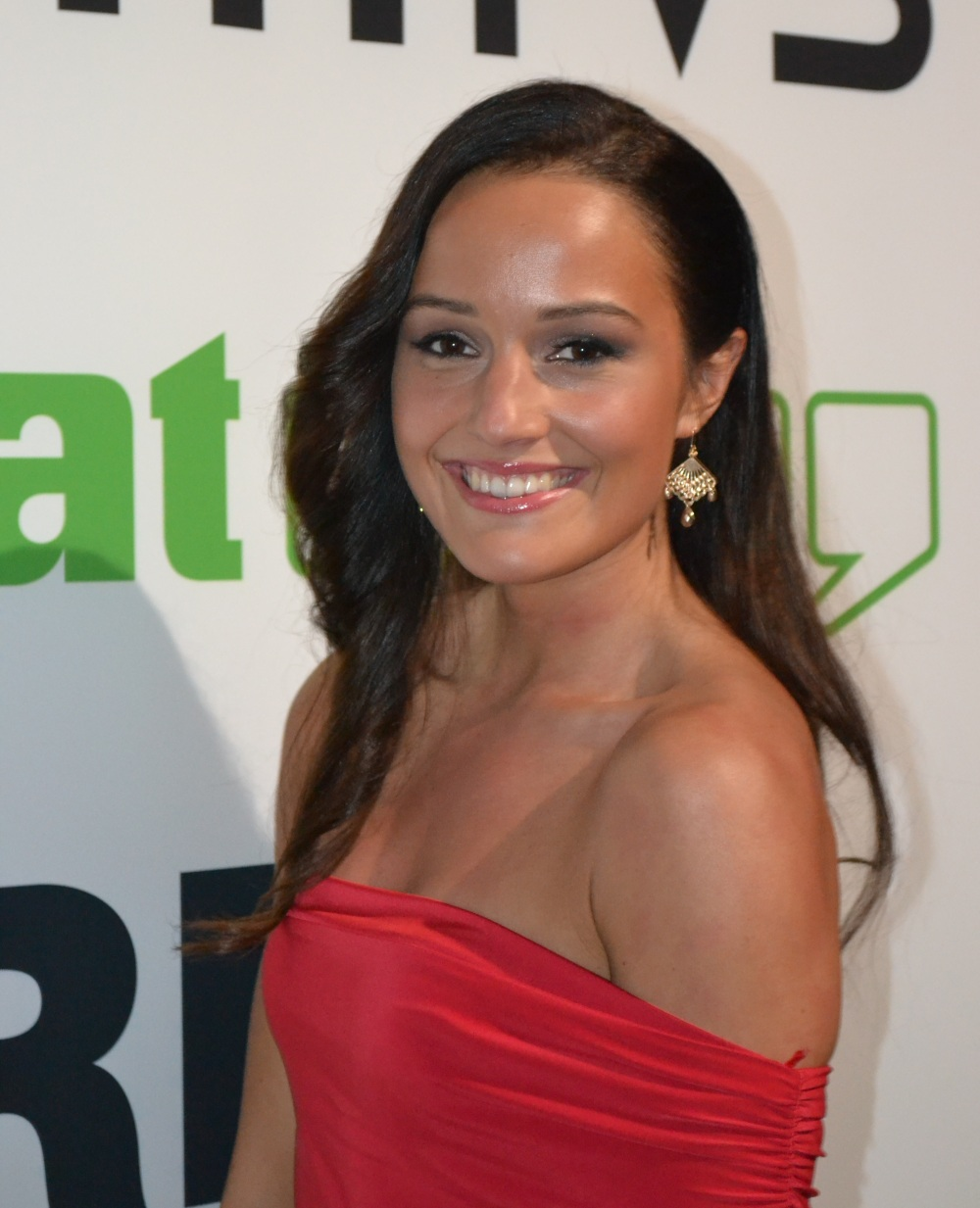
Venla Savikuja

Venla Eveliina Savikuja (* 13. August 1990 in Ingå) ist eine finnische Schauspielerin.

## Leben und Karriere
Savikuja wuchs in Ingå auf. 
Sie machte ihren Abschluss an der Kallion lukio. Danach studierte sie an der School of Performing Arts in Kopenhagen. Ihr Debüt gab sie 2009 in der Fernsehserie Salatut elämät. Von 2011 bis 2012 war sie in der Serie Tuuliranta zu sehen. 2012 bekam sie in dem Film Nightmare – painajainen merellä eine Hauptrolle. 
Außerdem trat sie 2020 in Keihäsmatkat auf. Im selben Jahr spielte Savikuja in Modernit miehet mit. 2021 setzte sie ihre Karriere in Luokkakokous 3 – Sinkkuristeily fort.
Savikuja brachte im September 2022 ihr erstes Kind zur Welt. Der Vater des Kindes ist der Schauspieler Atli Benedikt und die Familie lebt in Helsinki.

## Filmografie
Filme
- 2012: Nightmare – painajainen merellä
- 2021: Luokkakokous 3 – Sinkkuristeily

Serien
- 2009–2015: Salatut elämät
- 2011–2012: Tuuliranta
- 2020: Keihäsmatkat
- 2020: Modernit miehet